# Dolichos pseudocomplanatus
Dolichos pseudocomplanatus är en ärtväxtart som beskrevs av Rudolf Wilczek. Dolichos pseudocomplanatus ingår i släktet Dolichos och familjen ärtväxter. Inga underarter finns listade i Catalogue of Life.